# Памятник Яну Кохановскому (Познань)
Памятник Яну Кохановскому (польск. Pomnik Jana Kochanowskiego) - памятник польскому поэту Яну Кохановскому, установленный на Тумском острове, в небольшом сквере возле Музея архиепархии в Познани. 

## История
Ян Кохановский, один из самых известных польских поэтов эпохи Возрождения, родился в 1530 году в деревне Сыцина, в Люблинском воеводстве. Умер в городе Люблин в 1584 году. 
Идея создания памятника родилась в трёхсотую годовщину смерти поэта в 1884 году. Спустя год, памятник был готов и первоначально был установлен на площади перед Кафедральным собором, на Тумском острове. Познань в то время была в составе Прусского королевства и прусские власти не были довольны решением установки памятника Кохановскому - символу польской культуры. Несмотря на это, среди местных жителей продолжался сбор средств.   
Автором памятника в форме обелиска, был Антони Кшижановский - польский архитектор и активист движения за независимость. Бронзовый медальон с портретом Кохановского, создал Виктор Бродзкий - польский скульптор, профессор Императорской Академии художеств.    
Памятник был разрушен во время немецкой оккупации в 1940 году. Памятник был полностью реконструирован Ежи Собочинским в 1984 году и установлен недалеко от собора. В 2002 году, памятник было решено перенести несколько метров далее, под Музей архиепархии, где он и находится по сегодняшний день (ул. Яна Лубранского 1).      
На памятнике находится таблица, которая гласит: "Этот памятник, созданный на средства жителей Познани в 1885 году, по проекту Антония Кшижановского, разрушенный в 1940 году, был реконструирован Ежи Собочинским в 1984 году на средства города".      